# U 617 (Kriegsmarine)
De U 617 was een Type VIIC U-boot van de Duitse Kriegsmarine tijdens de Tweede Wereldoorlog. Hij werd op 15 augustus 1940 besteld bij de scheepswerf Blohm & Voss te Hamburg (Werk 593). Zijn kiel werd gelegd op 31 mei 1941 en de tewaterlating gebeurde op 14 februari 1942.
Op 9 april 1942 werd hij in dienst gesteld door Kapitänleutnant Albrecht Brandi.

## Ondergang
Op 12 september 1943 werd de U-boot aangevallen omstreeks 01:50 met dieptebommen door een met Leigh Light uitgeruste Britse Vickers Wellington-vliegtuigen van het 179e Squadron van de RAF) nabij de Marokkaanse kust. Een andere Wellington werd getroffen door het AA-snelvuurkanon van de U 617 op verschillende plaatsen en verwondde dodelijk de staartschutter, maar dit bleef onopgemerkt voor de andere Britse bemanningsleden tijdens de actie. De Britse piloten zagen vlammen in de commandotoren van de U 617 en het vuur breidde zich uit rondom de boot in 45 minuten tijd, totdat de U-boot strandde nabij de Noord-Afrikaanse kust, in de buurt van Melilla, de Spaanse exclave nabij Marokko op positie 35° 38′ 0″ NB, 3° 27′ 0″ WL. Alle 49 bemanningsleden konden de U 617 verlaten en werden geïnterneerd in Cádiz, Spanje en later gerepatrieerd naar Nazi-Duitsland. De U 617 werd verder vernietigd door Britse vliegtuigen uit Gibraltar (Lockheed Hudsons van het 48e en 233e Squadron RAF en twee Swordfish-vliegtuigen van het 833e en 886e Squadron FAA en ten slotte werd het wrak totaal vernietigd door het geschut van HMS Hyacinth en HMAS Wollongong.

## Wolfpack operaties
De U 617 opereerde met de volgende Wolfpacks gedurende zijn carrière:
- "Pfeil": 13 sep. 1942 - 25 sep. 1942
- "Delphin": 10 nov. 1942 - 17 nov. 1942

Zie de twaalf schepen, getroffen door de U 617
- 9 apr. 1942 - 31 aug. 1942:  5. Unterseebootsflottille (training)
- 1 sep. 1942 - 30 nov. 1942:  7. Unterseebootsflottille (frontboot)
- 1 dec. 1942 - 12 sep. 1943:  29. Unterseebootsflottille (frontboot)

## Successen
- acht schepen tot zinken gebracht voor een totaal van 25.879 BRT
- één oorlogsschip tot zinken gebracht van 810 BRT
- vier oorlogsschepen tot zinken gebracht voor een totaal van 3.700 ton